# Милош Марић (војник)
Милош Марић (1846–1922) био је нижи официр Аустроугарске војске, наредник фелдвебел Шајкашког батаљона. Отац је научника Милоша Марића и Милеве Марић и активисткиње Зорке Марић.

## Биографија
Милош Марић рођен је у Каћу 1846. године. Ту је започео своје школовање, а потом наставио у Сремским Карловцима и Новом Саду и на крају у Подофицирској батаљонској школи (познатој Математици) у Тителу. У октобру 1867. године оженио се са Маријом Ружић из Титела.
Неколико дана пре рођења Милеве 1875. године, Милош је постављен за „уздатог надзиратеља при кр. судбеном столу у Вуковару”. Године 1883, пар је добио треће дете, кћерку Зорку.
Пар је изгубио два мушка детета, и трећем сину, су по народном обичају дали очево име Милош, како би зауставили умирање у породици. 
Због прилика које су указивале на укидање Војне границе, Милош је напустио тринаестогодишњу војну каријеру и прешао да ради у судској администрацији. 
У Руми постоји кућа где је породица Марић живела од 1877. до 1892. године. У сусрет великом јубилеју – сто педесет година од рођења Милеве Марић – Министарство културе Републике Србије најавило је обнову те куће, у којој ће се налазити и меморијална соба.
Куповином куће у Кисачком сокаку, Марићи су постали становници Новог Сада. Уз своју пензију и женин мираз, Милош се брзо обогатио, а велику количину новца издвојио је за школовање своје деце на иностраним универзитетима.
Умро је 1926. године, а сахрањен је на Алмашком гробљу у Новом Саду.